# Dino Slavić
Dino Slavić (* 4. Dezember 1992 in Rijeka) ist ein kroatischer Handballspieler.

## Karriere

### Verein
Dino Slavić lernte das Handballspielen in Matulji. Der 1,85 m große Torwart spielte später für den RK Zamet Rijeka in der Premijer Liga. Nach zwei Jahren beim RK Umag wechselte er im Sommer 2018 in die spanische Liga Asobal zu Ademar León. Mit León nahm er international an der EHF Champions League 2018/19, am EHF-Pokal 2019/20 und an der EHF European League 2020/21 teil. Zur Saison 2021/22 nahm ihn der kroatische Serienmeister RK Zagreb unter Vertrag, mit dem er 2022 und 2023 Meisterschaft und Pokal gewann. Seit 2023 läuft Slavić für den französischen Verein Limoges Handball in der Starligue auf.

### Nationalmannschaft
Mit der kroatischen Nationalmannschaft belegte Slavić bei der Weltmeisterschaft 2023 den neunten Platz.